# 眼窩溝
眼窩溝（がんかこう）は大脳にある脳溝のひとつ。前頭葉の凹面にあり、前頭骨の眼窩面に位置する。H字型の溝で、眼窩回を四つの領域（前、後、内側、外側）に分けている。